# Septoria passifloricola
Septoria passifloricola är en svampart som beskrevs av Punith. 1980. Septoria passifloricola ingår i släktet Septoria och familjen Mycosphaerellaceae.   Inga underarter finns listade i Catalogue of Life.